# 多良崎城
多良崎城（たらざきじょう、たらさきじょう）は、茨城県ひたちなか市足崎にあった日本の城（中世の居館）。鎌倉末期から南北朝時代にかけて築城されたとされる。
ひたちなか市指定史跡。

## 概要
市内にある居館跡では最大規模とされる。旧勝田市は市の史跡第一号に指定した。なお今日においてこの一帯は「足崎」と表記されるが、鎌倉期の史料では「多良崎」と記されている。そしてこの館は「多良崎要害」または「多良崎館」と書かれている。
現在は太郎崎という名の真崎浦南岸最大の半島状の台地にある水田地帯に突き出た細長い小山に過ぎないが、かつては東、北、西を真崎浦（明治時代以前はここから東海村をへと続く湖があったが、現在は灌漑事業により埋め立てられ水田地帯となっている）に囲まれた要害の地である。船泊まりがあり、湖上交通を管理する館と推定される。しかし生活や政治には不便であり、別の居館に在住していた可能性がある。よって攻撃を受けた場合の詰め城という意味合いが強い。いわば統治的というより地政学的な意義があったと思われる。館こそないものの、本郭、木戸跡、烽灯台などがあり中世の遺構を色濃く残している。既述の通り、築城年代は概ね推定されている。それは常滑焼が大量に出土しているからである。

## 来歴
築城者は常陸大掾吉田太郎広幹の三男である多良崎三郎里幹とされる。この地で地頭をしていたが、南北朝騒乱で南朝側についたため没落した。次に江戸通重の次男が土着し、代々足崎氏を称した。しかし1590年（天正18年）に豊臣秀吉の命を受け常陸統一を目指す佐竹義重、佐竹義宣に攻略され、江戸勢は壊滅し落城した。自然の要害とはいえ、堀が浅く、作り自体が脆弱だった。それゆえ佐竹軍の前にして、籠城戦でも僅か一日で落城したという。
1. 多良崎里幹の系図

　　　(常陸平氏)平重幹(繁幹)(上総介) － （平重幹(繁幹)二男）吉田次郎清幹 － 吉田太郎盛幹 － 吉田太郎幹清 － 吉田広幹 － （吉田広幹三男）多良崎里幹